# Deli 613
Deli 613 es un restaurante kosher en Rathmines, Dublín, Irlanda. Está ubicado en la Casa de Jabad de Jabad-Lubavitch de Irlanda, que opera el restaurante. Inaugurado en 2023, se cree que es el primer restaurante kosher de Irlanda desde la década de 1960.

## Antecedentes
La pequeña comunidad judía de Irlanda tradicionalmente dependía de proveedores del Reino Unido para obtener productos kosher. Tras la salida del Reino Unido de la Unión Europea, hubo escasez de alimentos kosher en Irlanda debido a requisitos reglamentarios y controles adicionales.
Los propietarios, Rivka y Zalman Lent, emisarios del movimiento Chabad Lubavitch en Dublín, imaginaron la tienda como una solución parcial a la escasez de alimentos kosher en Irlanda. El 613 en el nombre de la tienda de delicatessen hace referencia a las 613 mitzvot (mandamientos) de la Torá.

## Historia
La tienda de delicatessen abrió en una antigua escuela del siglo XIX adjunta a la casa Chabad en la parte sur de Dublín en marzo de 2023. Tras su apertura, se creía que Deli 613 era el primer restaurante totalmente kosher en Irlanda desde finales de los años 1960.
La comida kosher proviene de Francia, Bélgica e Israel . Anteriormente, los Lents enviaban su suministro de alimentos kosher desde Mánchester, Inglaterra. La tienda de delicatessen importa sus bagels congelados desde Nueva York debido a la falta de mayoristas de bagels kosher en Europa. El chef de Deli 613, Robbie Burns, no es judío, pero tiene experiencia en el mercado de comida irlandés.

## Alimento
Deli 613 sirve una mezcla de comida local irlandesa, comida israelí y cocina judía. Los artículos hechos a pedido incluyen sándwiches de carne salada junto con alimentos judíos e israelíes como hummus, faláfel, tahini, hígado picado y arenque.

## Recepción
Según los propietarios, la mayoría de la clientela del Deli 613 no es judía. Tras su inauguración, varias celebridades visitaron el establecimiento. En julio de 2023, Leo Varadkar, el Taoiseach de Irlanda, fue a Deli 613 para disfrutar de comidas tradicionales judías como latkes, sopa de bolas de matzá y un sándwich de carne salada. También han visitado el exfutbolista escocés Graeme Souness, el actor Colm Meaney y el famoso chef Donal Skehan.
The Irish Times otorgó al restaurante cuatro estrellas y media y lo describió como una «gran aportación al barrio».